# Paromoeocerus barbicornis
Paromoeocerus barbicornis är en skalbaggsart som först beskrevs av Fabricius 1793.  Paromoeocerus barbicornis ingår i släktet Paromoeocerus och familjen långhorningar.
Artens utbredningsområde är:
- Paraguay.
- Uruguay.

Inga underarter finns listade i Catalogue of Life.